# Chu Khảo vương
Chu Khảo Vương (chữ Hán: 周考王; trị vì: 440 TCN - 426 TCN), hay Chu Khảo Triết Vương, tên thật là Cơ Nguy (姬嵬), là vị vua thứ 31 của nhà Chu trong lịch sử Trung Quốc.
Ông là con trai của Chu Trinh Định Vương – vua thứ 28 nhà Chu, là em của Chu Ai Vương và Chu Tư Vương – vua thứ 29 và 30 nhà Chu.
Năm 441 TCN, Chu Tư vương giết anh là Chu Ai vương lên ngôi. Không lâu sau Cơ Nguy cũng làm binh biến giết Tư vương giành ngôi vua, trở thành vua Chu Khảo vương. Như vậy chỉ trong 1 năm, ngôi vua nhà Chu thay đổi 3 lần.
Năm 440 TCN, Chu Khảo vương đã phong cho em là Cơ Yết ở đất Hà Nam để làm chức Chu công phụ chính triều đình. Cơ Yết trở thành Hà Nam Hoàn công, mở đầu cho sự hình thành nước Tây Chu nằm trong lòng nhà Chu.
Năm 426 TCN, Chu Khảo vương qua đời. Ông ở ngôi 15 năm. Con ông là Cơ Ngọ lên nối ngôi, tức là Chu Uy Liệt Vương.